# Hans Smulders (politicus)
J.C.G.J. (Hans) Smulders (23 maart 1949) is een Nederlands politicus van het CDA.
Nadat hij in 1973 was afgestudeerd aan de hogere landbouwschool heeft hij ontwikkelingswerk gedaan in Kenia en is hij ook werkzaam geweest bij een pluimvee bedrijf in Koeweit. Daarna had Smulders in Nederland diverse leidinggevende functies binnen bedrijven in de landbouwsector; zo was hij vanaf 1999 directeur van de mestafzetcoöperatie 'Mestac'. Daarnaast was Smulders politiek actief; vanaf 2000 als lid van de Provinciale Staten van Noord-Brabant en bij de Tweede Kamerverkiezingen van 2003 stond hij voor het CDA op de kandidatenlijst op een, naar later bleek, onverkiesbare plaats.
Begin 2004 volgde zijn benoeming tot burgemeester van de toenmalige Limburgse gemeente Meijel. Op 1 januari 2010 ging de gemeente Meijel samen met 3 andere gemeente op in die nieuwe gemeente Peel en Maas waarmee zijn functie kwam te vervallen. In de twee jaar die daarna volgden maakte hij natuur- en landschapsfoto's tijdens zijn dagelijks tochten door het Nationaal Park 'De Groote Peel' om die samen met zijn levensverhaal te bundelen in zijn boek "De Groote Peel en jezelf tegenkomen'. Van 7 mei 2012 tot 15 maart 2013 was hij waarnemend burgemeester in de gemeente Leudal ter tijdelijke vervanging van Arno Verhoeven die vanwege gezondheidsproblemen die functie toen niet kon uitvoeren.
Op het einde van zijn actieve loopbaan was hij actief voor onderstaande organisaties:
- Voorzitter Stichting Promotie Noord-Limburg 2009 – 2013 (onbezoldigd)
- Voorzitter raad van Toezicht Wel.Kom 2009 -2012  (onbezoldigd)
- Voorzitter Raad van Toezicht Leisure Port Noord-Limburg 2013 -2014
- Vice-voorzitter Raad van Commissarissen Ontwikkelingsmaatschappij Midden-Limburg 2013 – 2020
- Voorzitter Raad van Toezicht Stichting cultuurfabriek Roermond 2013 -2014(onbezoldigd)
Na zijn actieve loopbaan ging hij zich toeleggen op zijn hobby natuurfotografie. In 2014 verscheen het fotoboek 'Door Bali geboeid' met fotomateriaal van Hans Smulders en zijn vriend Auke Nawijn. Juli 2016 werd het verhalend fotoboek 'De Groote Peel in vogelvlucht' gepubliceerd met ruim 200 foto's van de hand van Hans Smulders.
September 2019 verscheen het vierde verhalende fotoboek met als titel ‘Het Leudal voor nu en altijd. Een wonderlijk natuurgebied’. Met bijna 390 foto’s door Hans Smulders.
- International Standard Name Identifier: 0000 0003 9337 1101
- Nederlandse Thesaurus van Auteursnamen: 339267976
- RKD-Nederlands Instituut voor Kunstgeschiedenis: 299078
- Virtual International Authority File: 287620158
- WorldCat: E39PBJjXkrwgpp97tvYqWQkv73